# Sepia apama
Seiche géante, Seiche géante australienne
Espèce
Synonymes
- Sepia palmata Owen, 1881
- Amplisepia verreauni Iredale, 1926
- Amplisepia parysatis Iredale, 1954

Statut de conservation UICN

 NT  : Quasi menacé
La Seiche géante (Sepia apama), dénommée Australian Giant Cuttlefish (Seiche géante australienne) par les anglophones, est une espèce de seiches présente dans les eaux australiennes allant de Brisbane dans le Queensland aux côtes de l'Australie-Méridionale.
C'est la plus grande espèce de seiches au monde. Les individus de l'espèce Sepia apama mesurent environ 1 m.
La seiche géante est une espèce démersale néritique. Ce sont des prédateurs carnivores, opportunistes et voraces qui se nourrissent principalement de crustacés et de poissons. 

## Aspect

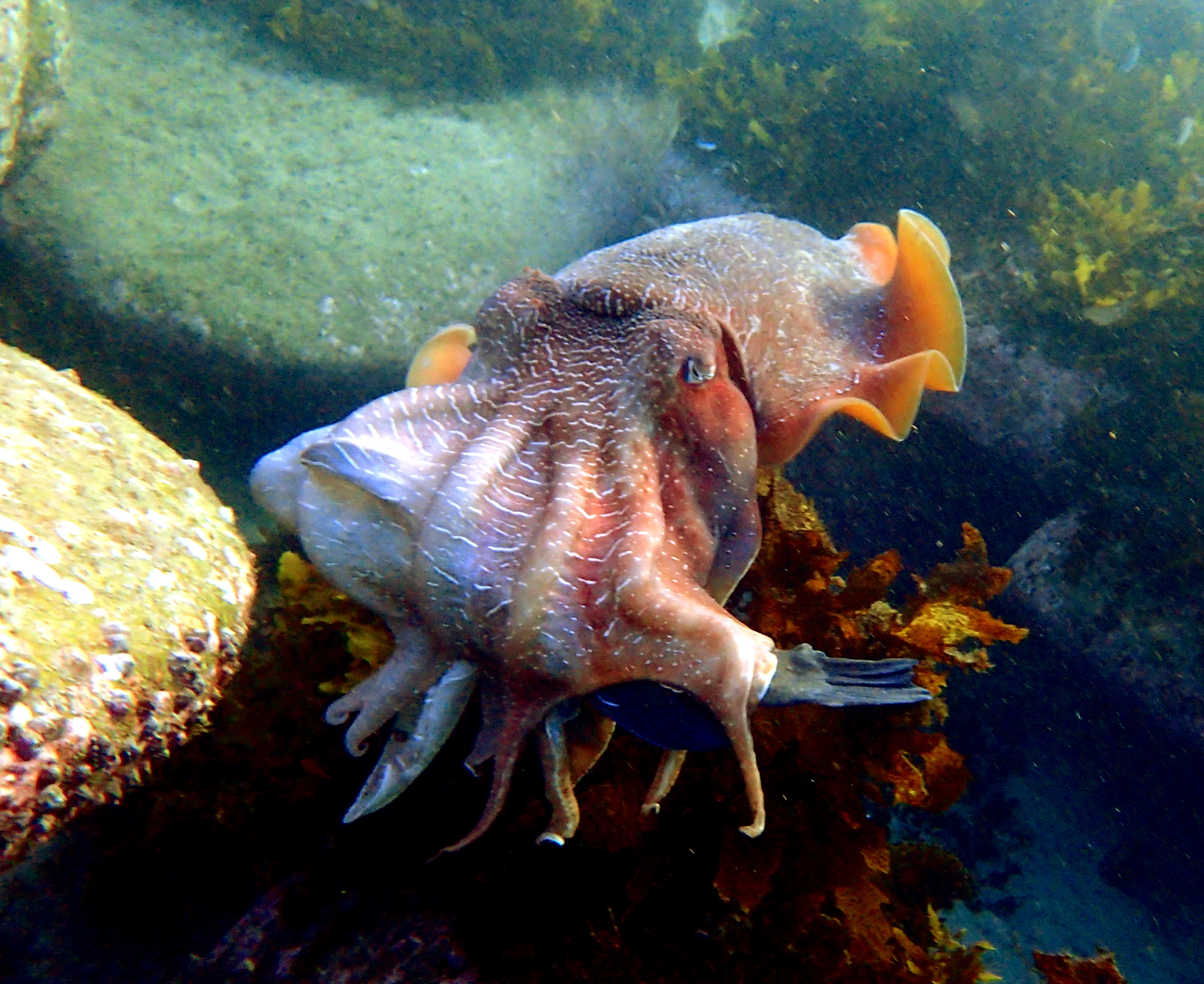
On peut clairement voir la silhouette du mérou et sa queue bleue qui dépasse. Les seiches géantes sont étonnantes à observer, mais il serait extrêmement rare d'en voir une sur le point de dévorer un poisson aussi gros que le mérou.

Des études génétiques ont montré qu'il n'y a que peu ou pas de croisements entre les populations de seiches géantes. Bien qu'une certaine divergence génétique soit observée, les différentes populations ne sont pas considérées comme taxonomiquement distinctes et sont communément désignées par leur emplacement, par exemple la population de Sepia apama de la partie supérieure du golfe Spencer. 
La population de la partie supérieure du golfe de Spencer est unique en ce sens qu'un gradient permanent de salinité dans le golfe de Spencer peut physiologiquement exclure d'autres populations de la zone occupée par la population de la partie supérieure du golfe de Spencer. La population de la partie supérieure du golfe de Spencer pourrait en fait être une espèce distincte, car elle présente certaines caractéristiques, telles qu'une séparation génétique, des différences morphologiques et des schémas de dimorphisme sexuel différents de ceux des populations adjacentes.
Le corps de la seiche revêt des milliers de cellules pigmentées appelées chromatophores et gouvernées par le cerveau.

### Accouplement
La seiche géante vit 1 à 2 ans. La reproduction a lieu à l'arrivée de l'hiver austral. Les mâles abandonnent leurs couleurs cryptiques normales et tentent d'éblouir les femelles en adoptant des couleurs éclatantes et des motifs frappants qui changent rapidement. Les femelles sont polyandres, et des recherches menées en collaboration indiquent la tendance des femelles à se reproduire en utilisant plus favorablement le matériel génétique du mâle déposé dans les spermatogonies que dans les réceptacles à spermatozoïdes directement. Les femelles attachent ensuite leurs œufs à la face inférieure des rochers dans les grottes ou les crevasses, où ils éclosent en l'espace de trois à cinq mois.

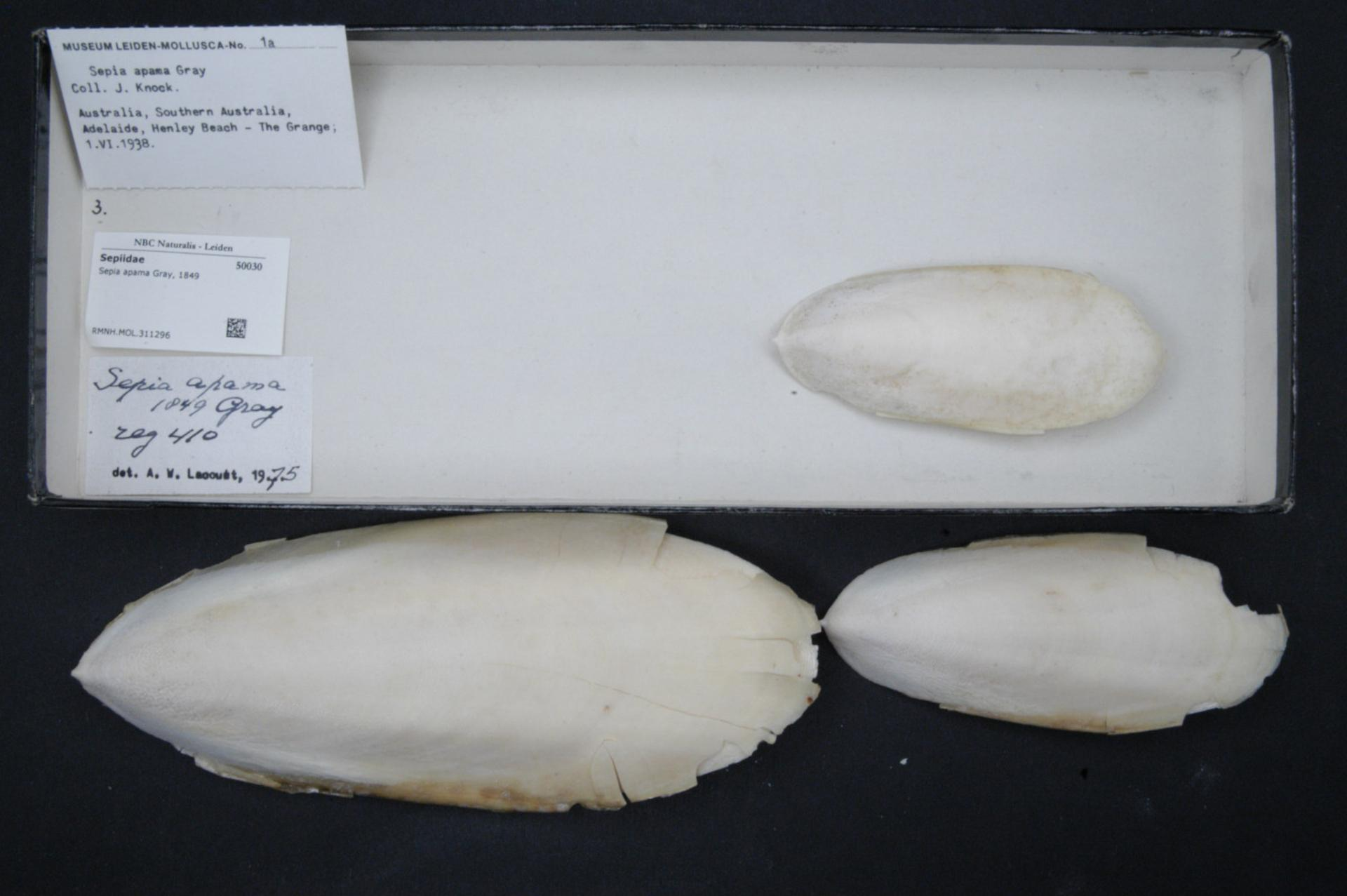
Mollusca ; Cephalopoda ; Sepia apama Gray, 1849[8].
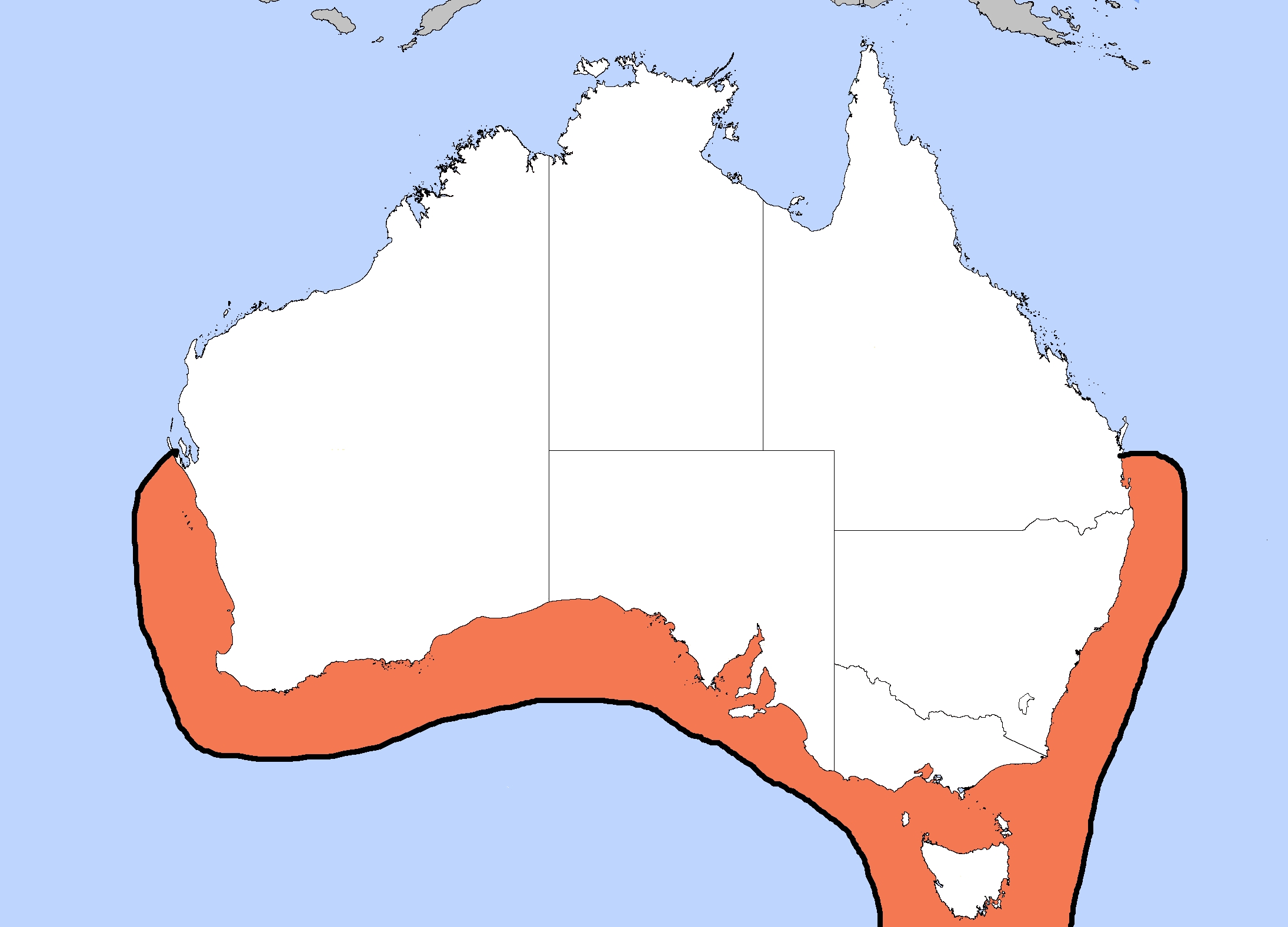
Répartition géographique de Sepia apama.

## Dans la cuisine
La seiche est particulièrement populaire en Italie, où elle est utilisée dans le risotto al nero di seppia (littéralement « riz à l'encre de seiche »). Le crni rižot croate est pratiquement la même recette, probablement originaire de Venise, et qui s'est répartie sur les deux côtes de la mer Adriatique. « Nero » et « crni » signifient « noir », la couleur du riz se transformant en raison de l'encre de seiche. Dans la cuisine espagnole, en particulier celle des régions côtières, on utilise l'encre de seiche et de calmar pour la saveur marine et la douceur qu'elle fournit, elle est incluse dans les plats comme le riz, les pâtes et le ragoût de poisson.
Au Portugal, c'est le plat régional de la ville de Setúbal et des régions avoisinantes, où il est servi sous forme de bandes frites ou dans une variante de feijoada, avec des haricots rouges.

## Galerie

Sepia apama
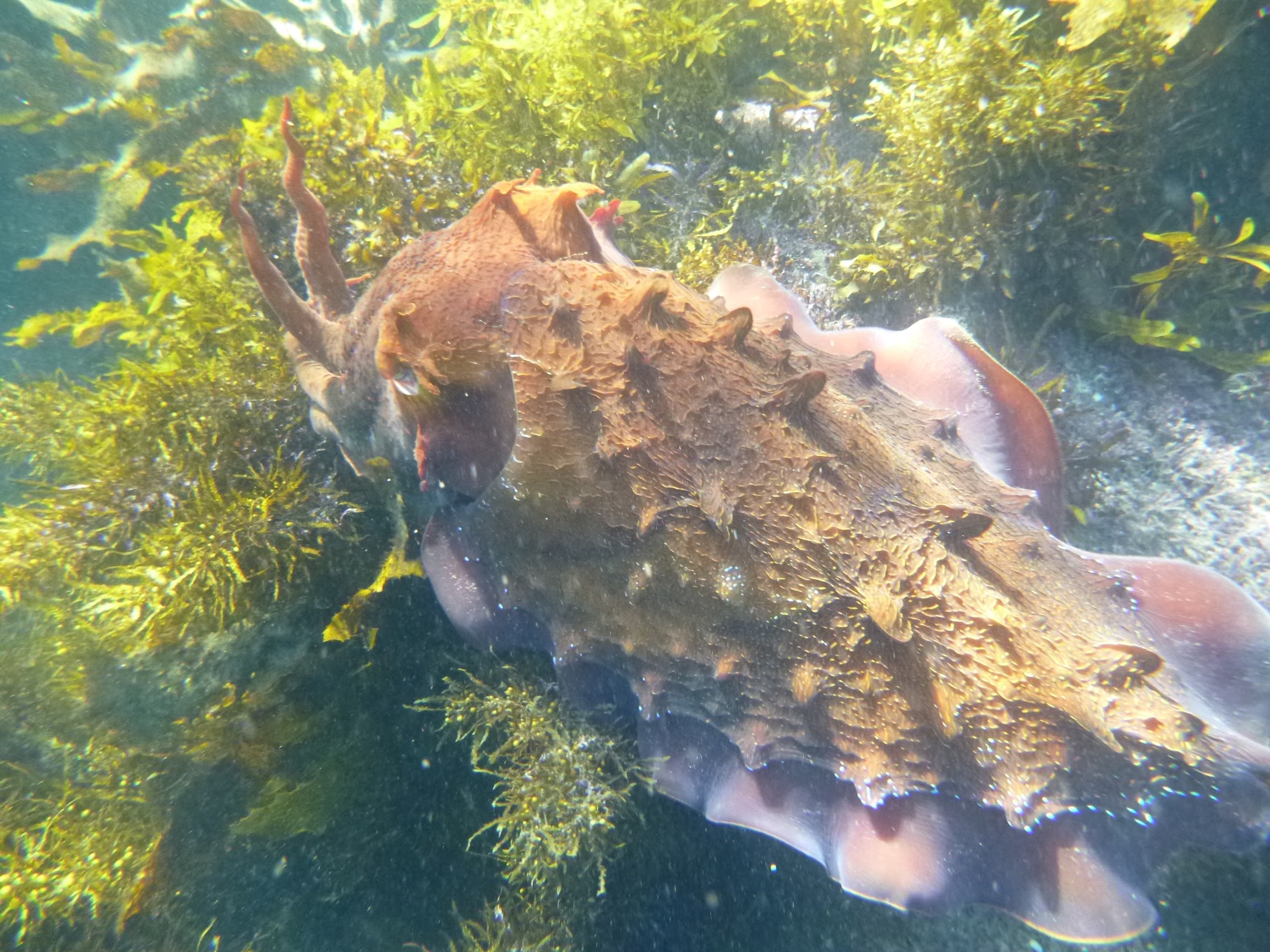
Seiche géante australienne (Sepia apama) se déplaçant lentement le long des eaux peu profondes de Cabbage Tree Bay Aquatic Reserve (en), Nouvelle-Galles du Sud, Australie[10].
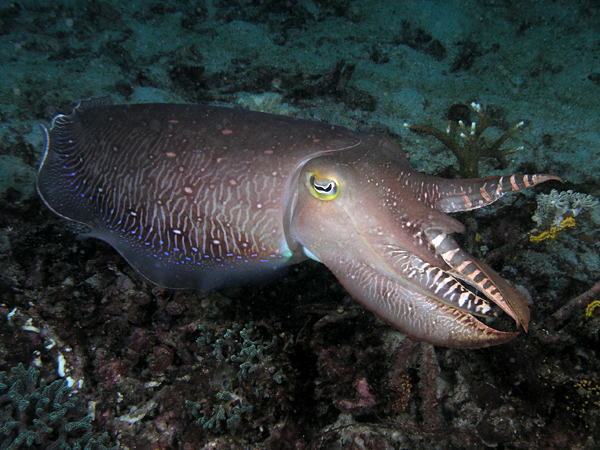
Grande seiche Sepia du parc national de Komodo.
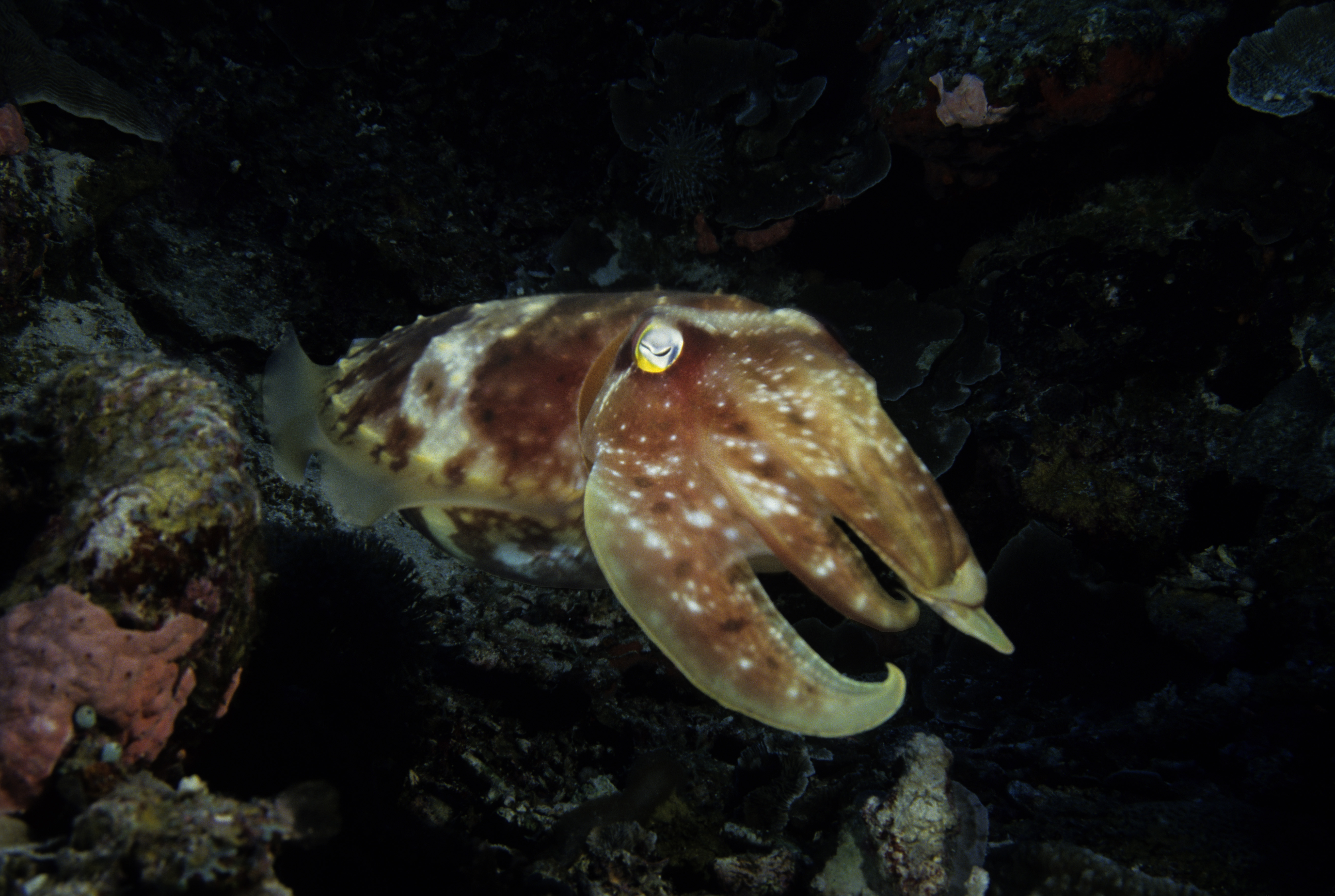
Seiche géante, Palaos.
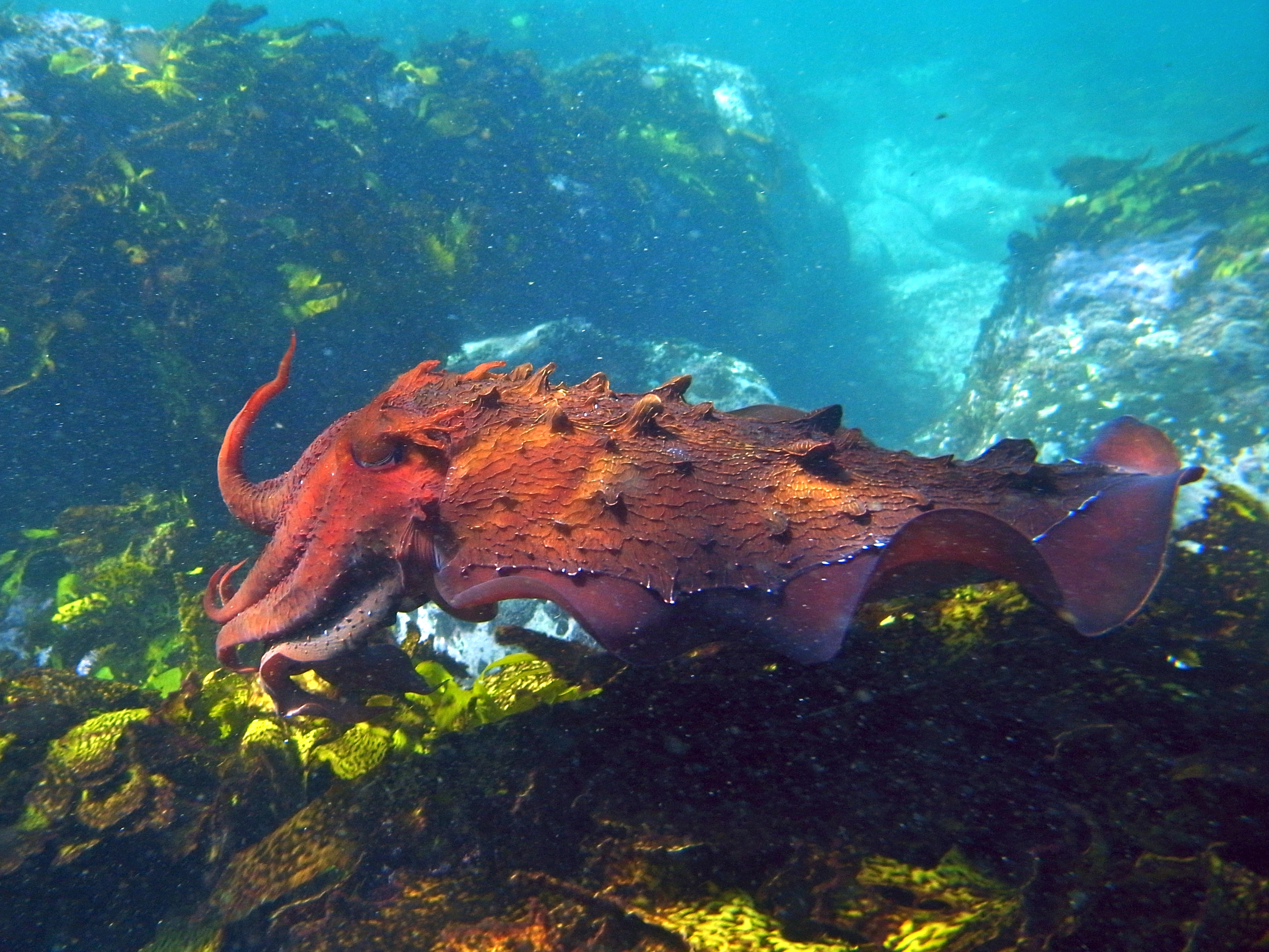
Seiche géante australienne à Clovelly, Nouvelle-Galles du Sud (en).
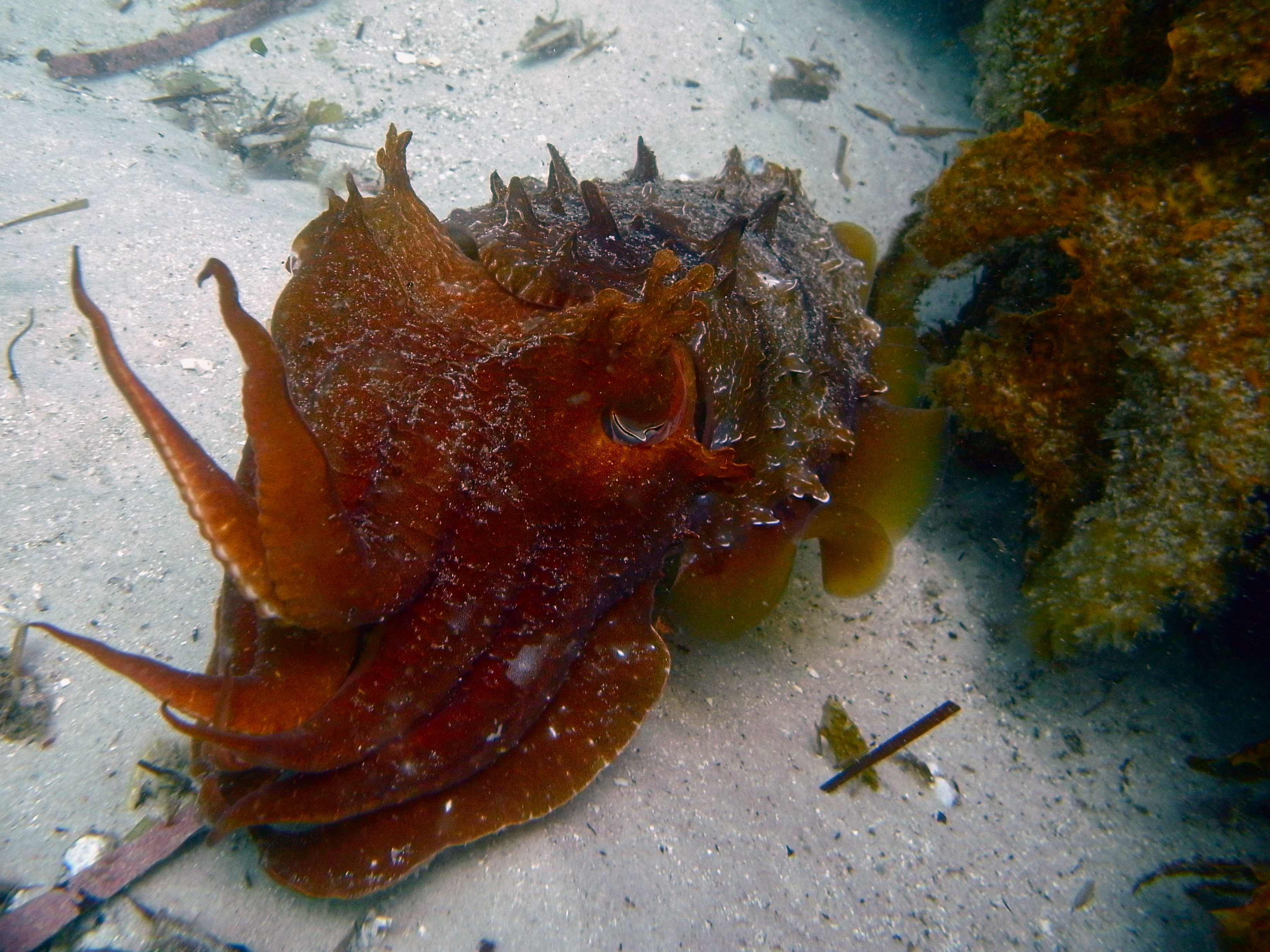
Seiche géante australienne, plage de Murray, baie de Jervis, Nouvelle-Galles du Sud.

### Source
- (en) Cet article est partiellement ou en totalité issu de l’article de Wikipédia en anglais intitulé « Giant cuttlefish » (voir la liste des auteurs).